# Solarolo Rainerio
Solarolo Rainerio ist eine norditalienische Gemeinde (comune) mit 931 Einwohnern (Stand 31. Dezember 2023) in der Provinz Cremona in der Lombardei. Die Gemeinde liegt etwa 26,5 Kilometer ostsüdöstlich von Cremona.